# Nacional Atlético Clube (Patos)
Il Nacional Atlético Clube, noto anche semplicemente come Nacional de Patos, è una società calcistica brasiliana con sede nella città di Patos, nello stato della Paraíba.

## Storia
Il 23 dicembre 1961, il club è stato fondato da dipendenti delle istituzioni federali, come la Correios, e altri istituzioni. I colori inizialmente scelti per il club erano il verde e il giallo, più tardi furono adottati il verde e il bianco come colori ufficiali del Nacional.
Dal 1977 al 1981, il Nacional ha vinto cinque volte di fila il Torneio Incentivo, organizzato dalla Confederação Brasileira de Futebol.
Nel 1989, il club ha partecipato al Campeonato Brasileiro Série B, dove è stato eliminato alla prima fase.
Nel 2005, il Nacional ha partecipato al Campeonato Brasileiro Série C, dove è stato eliminato alla prima fase.
Nel 2007, il club ha vinto il Campionato Paraibano per la prima volta. Edmundo del Nacional è stato il capocannoniere del campionato, con 18 gol. Nello stesso anno, il club ha partecipato al Campeonato Brasileiro Série C, dove è stato eliminato alla fase finale.

## Palmarès

### Competizioni statali
- Campionato Paraibano: 1

2007
- Campeonato Paraibano Segunda Divisão: 1

2017